# All or Nothing (album de Jamala)
All or Nothing este cel de-al doilea album de studio al cântăreței ucrainene de origine tătară Jamala. Discul conține doisprezece piese, cu versuri create de scriitoarea rusă Viktoria Platova și linii melodice compuse în exclusivitate de Jamala. Materialul a fost promovat prin extragerea pe single a trei cântece: „Я люблю тебя”, „Hurt” și „Кактус”.

## Conținut
- Ediție Standard:

1. „All Or Nothing” — 3:52
2. „How To Explain” — 4:06
3. „Кактус” — 3:57
4. „What's Worse” — 3:37
5. „All These Simple Things” — 3:35
6. „Your Love” — 4:17
7. „У Осени Твои Глаза” — 3:23
8. „Я Люблю Тебя” — 2:45
9. „Why Is That” — 4:12
10. „Like A Bird” — 3:33
11. „Hurt” — 4:03
12. „Unutmasan” — 5:11